# اتسوانت السفلى (أولاد علي يوسف)
اتسوانت السفلى هي إحدى مشيخات المملكة المغربية، تتبع جغرافيا لإقليم بولمان وإداريًا لأولاد علي يوسف. يقدر عدد سكانها بـ 1479 نسمة حسب الإحصاء الرسمي للسكان والسكنى لسنة 2004.